# 1925 في بوليفيا
فيما يلي قوائم الأحداث التي وقعت خلال عام 1925 في بوليفيا.

## سياسة

### تعيين في المنصب
- 3 سبتمبر – فيليب س جوزمان قائمة رؤساء بوليفيا.

## مواليد

### يناير
- 20 يناير – أويجن جومرينجر شاعر سويسري.

### يونيو
- 21 يونيو – لويس أدولفو سيليس ساليناس سياسي بوليفي.

## وفيات

### أغسطس
- 12 أغسطس – سيفيرو فرنانديز (مواليد 1849) سياسي بوليفي.